# دنیل وان زرنک
دنیل وان زرنک (انگلیسی: Danielle von Zerneck؛ زادهٔ ۲۱ دسامبر ۱۹۶۵) بازیگر آمریکایی است. دنیل دختر فرانک وان زرنیک، تهیه‌کننده فیلم آمریکایی و جولی منیکس (دختر دنیل پی. منیکس، نویسنده آمریکایی) هنرپیشه است.

## حرفه
وان زرنک حرفه بازیگری را در تبلیغات و تله‌فیلم‌ها شروع کرد. از ۱۹۸۳ تا ۱۹۸۴ او در نقش لوئیزا «لو» سوونسن در بیمارستان عمومی بازی کرد.